# Walter Mossmann

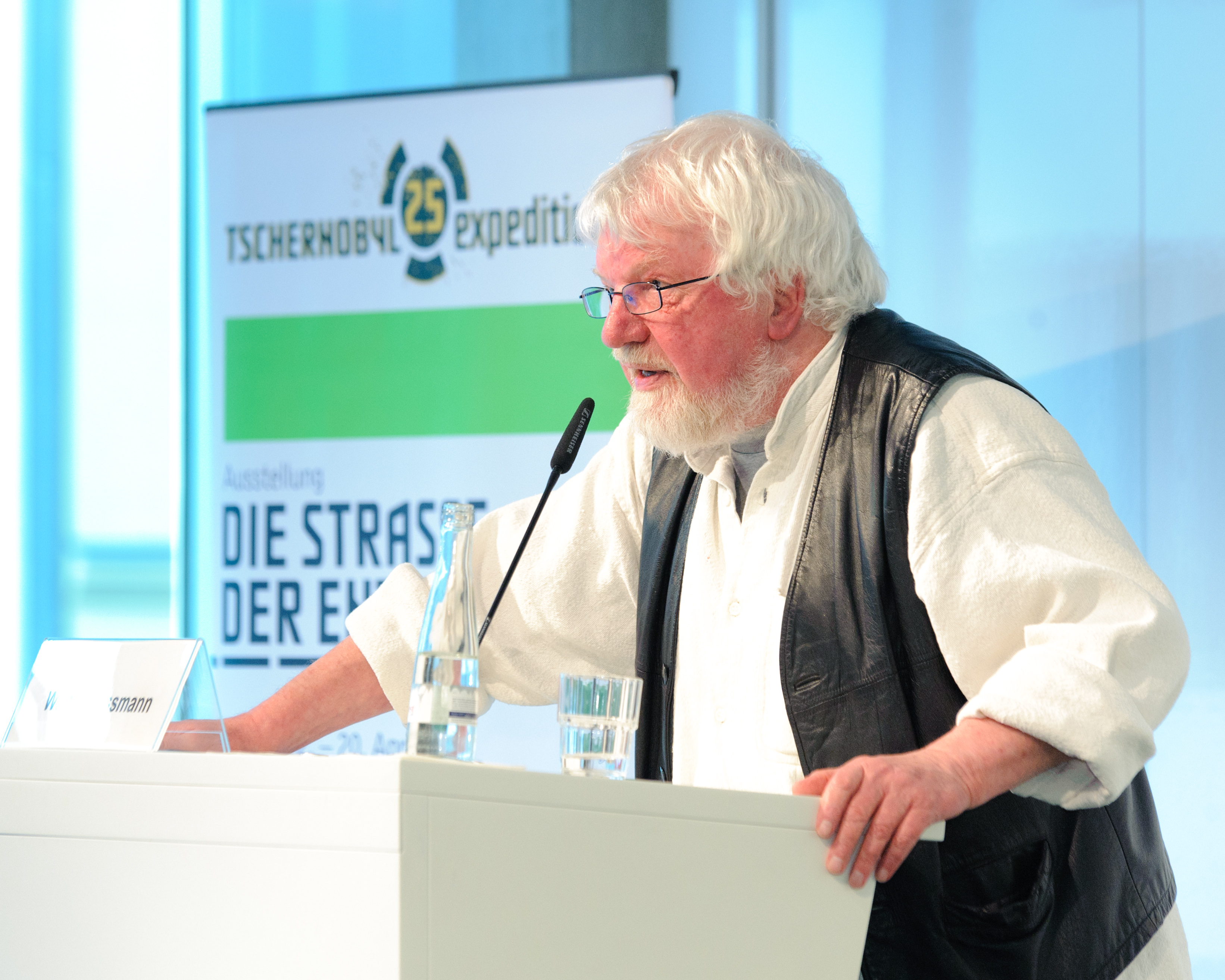
Walter Mossmann (2011)

Walter Mossmann, bisweilen auch Walter Moßmann (* 31. August 1941 in Karlsruhe; † 29. Mai 2015 in Breisach), war ein deutscher Liedermacher und ab Beginn der 1970er Jahre Protagonist bei verschiedenen Kampagnen und Aktionen im Umfeld der linksalternativen Neuen sozialen Bewegungen. Er wurde auch bekannt als Autor, Journalist und Regisseur.
Seine musikalisch-lyrische Laufbahn begann Mossmann Mitte der 1960er Jahre mit Auftritten bei den heute als legendär geltenden Folkfestivals auf der Burg Waldeck, die zwei Jahrzehnte nach dem Ende des Zweiten Weltkriegs die gesellschaftlich unangepasst-kritische Liedermachertradition gegen den seinerzeit vorherrschenden als inhaltsleer geltenden Schlager-Mainstream in Westdeutschland begründeten.
Politisch aktiv wurde er als Student zunächst in der Außerparlamentarischen Opposition (APO) der 1960er Jahre. Den Höhepunkt seines Engagements bildete wenige Jahre später der anhaltende Einsatz für die Anti-Atomkraft-Bewegung. Unter anderem trat Mossmann bereits in der Frühphase dieser Bewegung Anfang der 1970er Jahre in der Öffentlichkeit hervor – zuerst im Zusammenhang mit Aktionen zur letztlich erfolgreichen Verhinderung des im südbadischen Wyhl geplanten Baus des Kernkraftwerks Wyhl.

## Leben und Wirken
Im Alter von zehn Jahren kam Walter Mossmann nach Freiburg im Breisgau. Nach dem Abitur studierte er Germanistik, Soziologie und Politikwissenschaft in Freiburg, Tübingen und Hamburg. Dabei engagierte er sich auch in der Studentenbewegung (68er-Bewegung, APO). 1964 veröffentlichte er Gedichte und trat erstmals mit eigenen Chansons auf.
1965 nahm er am Festival Chanson Folklore International auf der Burg Waldeck teil. 1966, nach seiner zweiten Teilnahme am Waldeck-Festival, wurde er u. a. als wichtigste Neuentdeckung bezeichnet. Im gleichen Jahr beteiligte er sich am II. Folkfestival in Turin. Auch in den Jahren von 1967 bis 1969 war er mit Liedern und Workshops sowie Diskussionsbeiträgen auf dem Waldeck-Festival vertreten. In diesem Zeitraum hatte er ebenfalls Kontakt zu DDR-Dissidenten und Konflikte mit der DDR-Bürokratie, die letztlich zu einem Einreiseverbot in die DDR führte.
Literarisch gebildet und vom französischen Chanson, insbesondere von Georges Brassens beeinflusst, waren Mossmanns erste Lieder von einer eindringlichen Bildersprache geprägt. Man musste genau hinhören, um Anspielungen, Zitate und Verschlüsselungen zu verstehen. Mit zunehmender Politisierung wurden die Texte direkter.
Ab 1970 trat Mossmann zunächst nicht mehr mit Liedern auf. Er moderierte stattdessen eine kritische Jugendsendung beim Südwestfunk. Es kam zu Konflikten und zur Trennung vom Sender, weil Mossmann starre Regeln nicht akzeptierte. Danach wirkte er als freier Autor und Herausgeber (Artikel, Radio-Features, Kooperation bei Text-Sammlungen, in Film- und Theaterprojekten) und als Aktiver in sozialen Bewegungen. Er schrieb zahlreiche Aufsätze zur Auseinandersetzung mit gesellschaftlicher Wirklichkeit, unter anderem zu Nationalismus, Antisemitismus und brachte seine Fähigkeiten auch in den neuen sozialen Bewegungen, insbesondere in der Anti-Atomkraft-Bewegung, ein.
Regionaler Widerstand, die repressiven Auswirkungen staatlicher Macht und die Überwindung staatlicher Grenzen waren wichtige Bezugspunkte für Mossmann. 1973 reiste er zum Causse du Larzac, einer landwirtschaftlich genutzten Region in Frankreich, deren Bewohner sich massiv gegen die Erweiterung eines Truppenübungsplatzes zu Lasten ihrer Heimat wehrten. Danach erstellte er zusammen mit Freia Hoffmann zwei jeweils einstündige Features beim SWF unter dem Titel Bürger Werden Initiativ, wobei unter anderem Larzac und Wyhl thematisiert wurden. Am Widerstand gegen das geplante Atomkraftwerk in Wyhl in seiner eigenen Heimatregion, dem badisch-elsässisch-schweizerischen Grenzgebiet (Dreyeckland) war er durch seine Mitarbeit bei der Bürgerinitiative Weisweil-Wyhl maßgeblich beteiligt. Des Weiteren war er Mitbegründer der Initiativgruppe KKW Nein in Freiburg. Dieses Engagement motivierte ihn ab 1974, neue Lieder zu veröffentlichen und vorzutragen. Er verstand sie als „Flugblattlieder“, als eine Ausdrucksform des sozialen und politischen Kampfes für die in der Alternativbewegung geteilten Ziele gegen die gesellschaftlich herrschenden Machtstrukturen. Seine Texte – teilweise in alemannischer Mundart – waren nun eindeutiger, radikaler und auch plakativer als in den 1960er Jahren. Sie machten ihn über die von ihm angesprochene Szene hinaus populär und entwickelten sich trotz ihrer seinerzeitigen Unterdrückung in den öffentlich-rechtlichen Radio- und Fernsehsendern zu einer Art „Gemeingut“ in den Neuen sozialen Bewegungen der 1970er und 1980er Jahre.

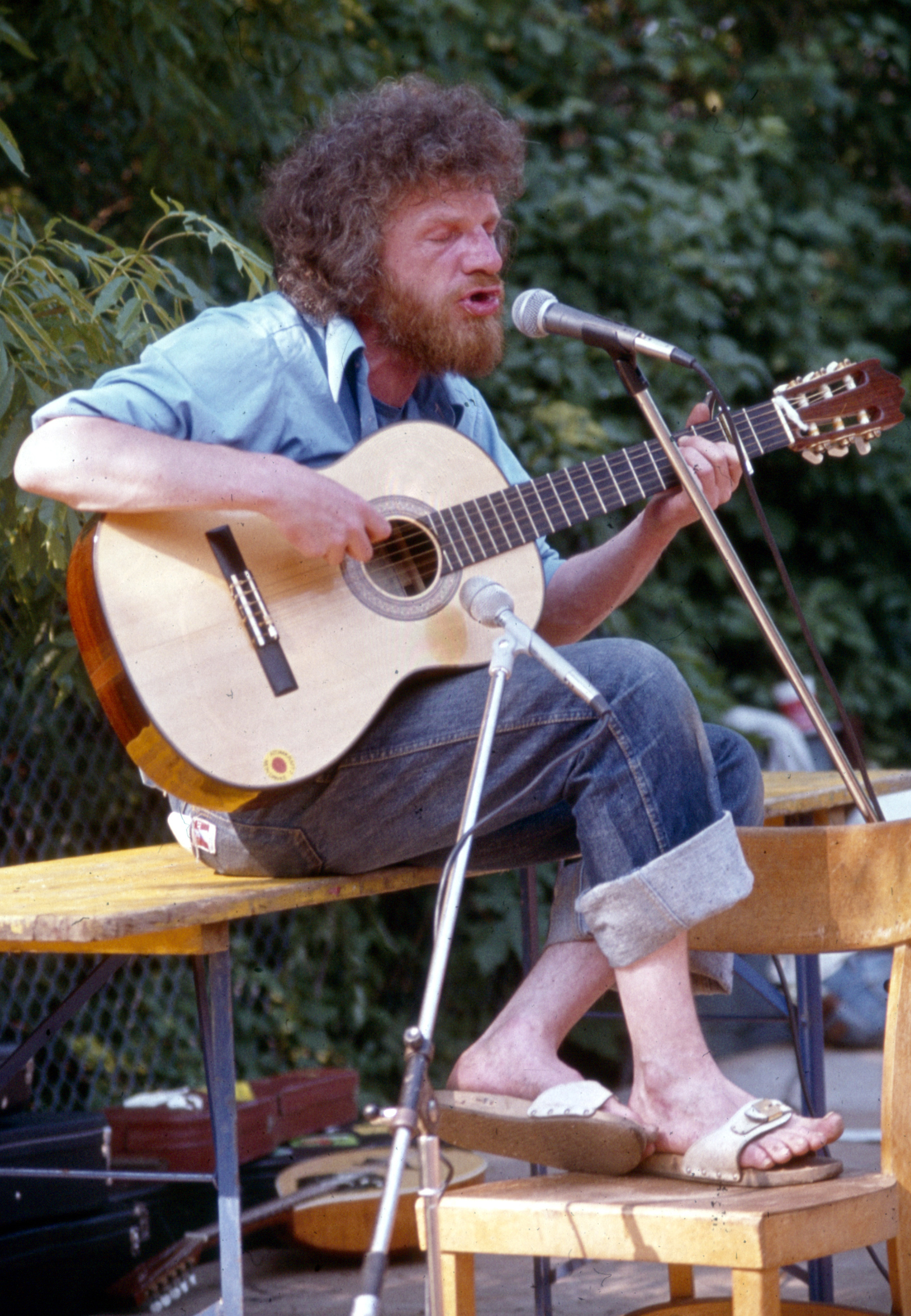
Walter Mossmann auf dem Open Ohr Festival 1979

Neben anderen Liedermachern nahm Mossmann Ende 1976 kritisch Stellung zur Ausbürgerung von Wolf Biermann aus der DDR. In zeitlicher Nähe dazu fanden zwei Konzerte gemeinsam mit Biermann statt. Von 1977 bis 1979 lebte er in Bremen.
Im Mai/Juni 1980 beteiligte sich Mossmann eine Woche lang an einer Bohrloch-Besetzung bei Gorleben im nordostniedersächsischen Landkreis Lüchow-Dannenberg. Er blieb dort bis zur polizeilichen Räumung des Hüttendorfes, das von den Besetzern als „Republik Freies Wendland“ ausgerufen worden war und neben dem Protest gegen die Atomindustrie beispielgebend für alternative Lebensentwürfe und basisdemokratische Entscheidungsstrukturen sein sollte. Der Protest gegen das geplante Erkundungsbergwerk Gorleben begann sich zu dieser Zeit über die Region Lüchow-Dannenberg hinaus auszuweiten. Zum entsprechenden Widerstand verfasste Mossmann Publikationen und Kassetten mit Begleitbuch (Network Medien-Cooperative).
Im Februar 1982 wurde Walter Mossmann der Deutsche Kleinkunstpreis 1981 verliehen. Mossmanns Preislied Lied für meine radikalen Freunde durfte dann aber im WDR nicht gesendet werden, obwohl dieser Mitveranstalter war.
Walter Mossmann nutzte Nischen im Kulturbetrieb und alternativen Medien, um seine Werke zu verbreiten, hat sich aber gängigen Marktmechanismen nicht unterworfen, den Massenmedien nie angebiedert. Dass man dort seine Lieder selten hörte und es teilweise zu juristischen Angriffen kam, sagt etwas über deren kritische Brisanz.
1990 erhielt Mossmann den Förderpreis (Stipendium) des Reinhold-Schneider-Preises der Stadt Freiburg, dabei fand die Uraufführung von Die Störung statt. Etwa ab diesem Zeitpunkt wandte sich Mossmann größeren musikalischen Formen zu, inklusive der Erstellung eines Opernlibrettos.
Seit Mitte der 1990er Jahre konnte Mossmann nicht mehr als Sänger auftreten, da ein Kehlkopfkrebs seine Singstimme zerstört hatte. Er blieb aber weiter schöpferisch tätig. In der Auseinandersetzung mit Osteuropa, besonders der Ukraine, kam ein neuer inhaltlicher Schwerpunkt hinzu – zeitweilig lebte er in Lwiw (Lemberg), der ukrainischen Partnerstadt Freiburgs.
Bei Veranstaltungen anlässlich des 40. Jubiläums des ersten Waldeck-Festivals, deren Stimmung überwiegend von Nostalgie geprägt war, regte Mossmann an, sich mit der eigenen Geschichte, den eigenen Fehlern und Widersprüchen auseinanderzusetzen. Ebenfalls 2004 wurde Walter Mossmanns Lebenswerk mit dem Ehrenpreis des deutschen Weltmusikpreises Ruth, der Ehren-Ruth, gewürdigt:

„Die Ruth-Auslober MDR, Profolk und das Tanz & Folk Festival-Rudolstadt verleihen Walter Mossmann die Ehren-Ruth 2004, weil sie damit die Besonderheit seines bisherigen Lebenswerkes in den Mittelpunkt stellen möchten. Dieses beinahe unüberschaubare Gesamtwerk kann nie ohne sein politisches Engagement gesehen werden. Walter Mossmann stellt ein lebendiges Beispiel für die Einheit des künstlerischen Schaffens mit der Kritik an den bestehenden Verhältnissen und Ungerechtigkeiten dieser Welt dar. Er lebt diese Einheit bis heute und war dabei inmitten seiner zahlreichen Aktivitäten auch immer einer der wichtigsten Vertreter der deutschen Liedermacherszene seit ihren Anfängen.“

In einem Interview sagte Wolf Biermann, Walter Mossmann sei in der Szene der deutschsprachigen Liedermacher einer gewesen, den er „sehr schätzte“: „Der hatte eine schöne Seele, einen scharfen Verstand und eine gute Stimme. Der war aus meiner Sicht ein einziger Lichtblick.“
Im Rahmen des 900-jährigen Stadtjubiläums 2020 wählte die Redaktion der Badischen Zeitung Mossmann zu einem repräsentativen Freiburger für die zweite Hälfte des 20. Jahrhunderts.

## Werke (Auswahl)

### Diskografie
- Achterbahn-Chansons, mit Michel Werner, LP, Da Camera Song, 1967
- Große Anfrage, mit Michel Werner, LP, Da Camera Song, 1968
- Die Wacht am Rhein, EP, Pseudonym «Jos Fritz», 1974
- Lieder im Frendschaft Hus, LP, Badisch-Elsässische BI, 1975 (Mitwirkung)
- Flugblattlieder, LP, Trikont, Herbst 1975
- Wyhl 75, Single, Trikont, 1975
- Konzert für Pitter, LP, Edition Venceremos, 1976 (Mitwirkung)
- Leben, kämpfen, solidarisieren I, Doppelalbum, Trikont, 1976 (Mitwirkung) Liveaufnahmen
- Balladen, Single bei Trikont, 1976
- Leben, kämpfen, solidarisieren II, Doppelalbum, Trikont 1977 (Mitwirkung) Liveaufnahmen vom Konzert in Essen, Grugahalle
- Neue Flugblattlieder, Trikont, 1977
- Dreyeckland, Doppelalbum, Trikont, 1977 (Mitwirkung)
- Bauer Maas, LP, Moers, 1977 (Mitwirkung)
- Erste Unterstützungsplatte für das Projekt die taz, Trikont, 1978 (Mitwirkung)
- Kalte Zeit, LP, Neue Welt, Köln 1978 (Mitwirkung)
- Frühlingsanfang, Doppelalbum, Trikont, 1979
- Hast du noch Hunger? LP, Trikont, 1981
- Lieder für Instandbesetzer, LP live aus dem Berliner Metropol, Mood records, 1981
- Unruhiges Requiem, LP, Trikont, 1983 (mit Heiner Goebbels, Preis der Deutschen Schallplattenkritik, 1. Platz Lieder-Besten-Liste SWF)
- Die Ballade vom billigen Jakob und von der geisterhaften Sophie Lapierre, eine Begegnung der unheimlichen Art unter des Himmels blauer Blässe von Paris und über der Metro-Station Strasbourg-St.Denis, LP, Chantstory, Dialog zwischen Stimme & Klavier, 40 Minuten mit Joschi Krüger, Trikont, 1987 (Preis der Deutschen Schallplattenkritik. 1. Platz Lieder-Besten-Liste SWF, später: Mossmann meets Sophie Lapierre)
- Glasbruch 1848, LP, Trikont, 1985 (Hrsg. WM und Barbara James. Mit Liederjan (Hamburg), Folkländer (Leipzig), Folk de la Rue des Dentelles (Strasbourg), Brigitte Foerg, Heribert Möllinger, Grit Mossmann, Mechthild Fuchs, Atai Keller, Rolf Buschmann, Johannes Ehmann (Freiburg), Mischi Steinbrück (Köln), Uli Klan (Wuppertal), Helen Jäckle (Winterthur), Wolfram Kunkel (Freiburg), Preis der Deutschen Schallplattenkritik)
- Die Störung, Tonstück für Stimme & Ghetto-Blaster, 30 Minuten, Komponist: Cornelius Schwehr (Veröffentlicht auf CD bei: verlag die brotsuppe, Emmendingen, 2000)
- Die Störung. Tonstück und Texte (Text/Schallplatte); darin enthalten «die störung» von WM und Cornelius Schwehr, «Die Bevölkerung ist hellwach!» (1974/75), «Dreyeckland» (1980), «Textmaterial die störung» (1990) und «Der Pfahl im Löss» (1991), Verlag die brotsuppe, Emmendingen, 2000.
- CD-Box: Chansons, Flugblattlieder, Balladen, Cantastorie & Apokrüfen CDs im Schuber mit 4 CDs im Digipak: In jeder CD ein Booklet mit Anmerkungen, Dokumenten, Fotos und kritischen Kommentaren des Autors; mit allen wichtigen Songs aus den 60er, 70er und 80er Jahren, Trikont, 2004.

### Filme
- Barackebutzer, Dokumentarfilm, Gruppenarbeit, 1971
- Zweierlei Volksmusik, Dokumentarfilm, 1977 mit Frans van der Meulen und Peter Schleuning
- Dreyeckland, Dokumentarfilm, 1979, mit Jörg Gfrörer
- S’Weschpenäscht – Die Chronik von Wyhl, parteiischer Dokumentarfilm, Medienwerkstatt Freiburg 1982
- Exilio. Flüchtlingslager in Colomoncagua. Eine Außenansicht, Dokumentarfilm, Medienwerkstatt Freiburg, mit Didi Danquart und Rose Gauger, 1984
- Lemberg: geöffnete Stadt, Dokumentarfilm über postsowjetische Zustände in der galizischen Metropole, mit Didi Danquart, 1993
- Reisende in Wiwili, Dokumentarfilm über die deutsche Unterstützungs-Szene im postrevolutionären Nicaragua, der Fall Tonio Pflaum (vgl. Unruhiges Requiem 1983), mit Bertram Rotermund, Freiburg 1997

### Bücher
- realistisch sein: das unmögliche verlangen. Wahrheitsgetreu gefälschte Erinnerungen. Berlin, Edition Freitag, 2008, ISBN 3-936252-11-4. (Online Rezensionsnotiz zu Frankfurter Rundschau, 23. April 2009 auf Perlentaucher)
- Der Nasentrompeter. Lieder, Poeme. Berlin, Edition Freitag, 2007, ISBN 3-936252-10-6.
- Barbara James, Walter Moßmann: Glasbruch 1848: Flugblattlieder und Dokumente einer zerbrochenen Revolution. Luchterhand Verlag, Darmstadt 1983, ISBN 978-3-472-61462-3.
- (als Herausgeber): Alte und neue politische Lieder. Reinbek bei Hamburg, Rowohlt, 1980, (Orig.-Ausg. 1978), 16. – 20. Tsd., ISBN 3-499-17159-7.
- Flugblattlieder, Streitschriften. Berlin, Rotbuch Verlag, 1980, 1. – 10. Tsd., ISBN 3-88022-235-5.

### Theaterarbeit
- Schon bist Du ein Verfassungsfeind. Songs für das Stück von Peter Schneider am Stuttgarter Theater, Ära Klaus Peymann, Regie Kirchner
- Sieben Variationen über die I. Nazionalhymne der Deutschen, für 2 Stimmen und 1 Klavier mit Joschi Krüger. Uraufführung während der Woche des politischen Liedes in Comedia Colonia am 11. November 1989, ein Tag nach dem Mauerfall
- Hyänen. Voila! Spektakel Zum Skandal der Égalité, Stück für den «Theaterkomplott Freiburg canaille & co», Idee und Text: Walter Mossmann. – Musik: Cornelius Schwehr, Regie: Moc Thyssen, THEATER/VIDEO 1989
- Undine geht, Kammerspiel von WM nach einem Text von Ingeborg Bachmann für eine Schauspielerin, 1 einarmigen Banditen und 1 codierten Kopffüßler. Regie: WM, Musik: Cornelius Schwehr, 1992
- Der Volks-Malachias, Nachdichtung der Trahedina NARODNYJ MALACHIJ von Mykola Kulisch, Charkiw 1927. Vorlage: Eine unveröffentlichte Übersetzung von Ossyp und Roman Rozdolskyj, 1994
- Ein Lemberg-Abend mit Walter Mossmann, beim «Nürnberger Bardentreffen», ein deutsch-ukrainisches Programm, 1995
- Spiegelungen. Texte und neue Musik, von WM und Lukas Fels (verschiedene Dichter und Komponisten), 1996
- Heimat. Oper in zwei Akten. Zur Erinnerung an die badische Revolution von 1848/49. Libretto zur Oper von Cornelius Schwehr, sowie BESUCHZEIT – GEGENSPIEL OHNE GESANG, Sprechstück, simultan. Uraufführung am 29. Mai 1999, Städtische Bühnen Freiburg, Großes Haus. Regie: Gerd Heinz, 1999

### Texte
- Große Anfrage, Textsammlung, geplant als Band II in der Reihe STANDPUNKTE, Hoffmann & Campe 1969, wird aber nach Intervention des Justiziars nicht ausgeliefert wg. «Unglimpf, Beleidigung des persischen Schahs, Beleidigung Kiesingers» etc.
- Freinet-Pädagogik: Lernen und Leben verbinden, in: Schulleben – Chance oder Alibi? Schroedel Verlag, 1979. Mit Freia Hoffmann
- Wir haben jetzt die Schnauze voll/Alte und neue politische Lieder, Entstehung und Gebrauch, Texte und Noten. 415 Seiten, Rowohlt 1978. 2. Auflage: 1980. Mit Peter Schleuning.
- «Ein Aspirin von der Größe der Sonne» – erste deutsche Nachdichtungen von Roque Dalton, veröffentlicht dann in INFO SUBVERSIV, Freiburg Januar 1970 (dort: «Über Kopfschmerzen», «Sprüche», «O.E.A.»), nachgedruckt 1981 bei Stroemfeld/Roter Stern
- Hey Cop! – Brief an einen Schutzmann aus Walsrode, in: Zuviel Pazifismus? Hrsg. Duve, Böll, Staeck, Rowohlt 1981
- Erklärung der 21 Bürgerinitiativen an die badisch-elsässische Bevölkerung. Zusammen mit Freia Hoffmann, Balthasar Ehret, Jean Jacques Rettig, Gabi Walterspiel. Vielfach in der BRD nachgedruckt, z. T. an die jeweiligen Verhältnisse angepasst[6]
- Inversion. Polnischer Winter – Nebel in Wyhl, in: Wyhlbuch II, Herausgegeben von den Badisch-Elsässischen Bürgerinitiativen im Dreisamverlag, Freiburg, 1982, Redaktion Gernot Erler
- «Die Bevölkerung ist hellwach!», Berlin, Kursbuch 39, 1975. Vielfach nachgedruckt. (2004 auf der Website des Deutschen historischen Instituts in Washington DC, «deutsche historische Schlüsseldokumente » in Deutsch und Englisch)
- Glasbruch 1848. Flugblattlieder und Dokumente einer zerbrochenen Revolution, mit Barbara James, Luchterhand 1983
- «Die Volkshochschul fürs Volksgwuhl», in der Zeitschrift: «betrifft: erziehung». 1975
- Der sogenannte Biermann mit dem sogenannten Berufsverbot in der sogenannten DDR einer unter vielen, in: Wolf Biermann, Liedermacher und Sozialist, hrsg. von Thomas Rothschild, Rowohlt, 1976
- «Im Elsass und in Baden… », in: Wyhlbuch I, Dreisamverlag, Freiburg, 1976, Redaktion Gernot Erler
- Seien Sie, Herr Minister, versichert, das KKW Wyhl wird nicht gebaut!. Offener Brief an Minister Matthöfer, in: konkret 10/76
- Der lange Marsch von Wyhl nach anderswo, Kursbuch 50, 1977
- Kleine Ermunterung für mehrere niedersächsische Staatsdiener in: NICHT HEIMLICH UND NICHT KÜHL (für Peter Brückner), Heiner Boehncke und Dieter Richter, Verlag Ästhetik und Kommunikation, erste Auflage, Oktober 1977
- Volkshochschule Wyhlerwald, in: Freiheit zum Lernen. Alternativen zur lebenslänglichen Verschulung. Die Einheit von Leben, Lernen, Arbeiten, hrsg. von Heinrich Dauber, Etienne Verne, Reinbek: Rowohlt, 1976, S. 156–172
- Widerstand auf allen Ebenen, Redemanuskript für die Demonstration der 150.000 AKW-Gegner im Oktober 1979 in Bonn
- «Do isch Radio Verte Fessene… », in: Jahrbuch für Lehrer, Rowohlt 1979
- Flugblattlieder. Streitschriften, Rotbuch 1980. Darin u. a. der Prosatext DREYECKLAND, mehrfach nachgedruckt
- Hamburger Gardinenpredigt, in: Texte & Kontexte, Exegetische Zeitschrift im Alektor-Verlag Berlin 1981, Nachdruck: taz 18. Februar 1981, pardon 5/81, Plattenheft WM: «Hast Du noch Hunger?»
- «Lieder und Texte zur Justiz» (zusammen mit den 3 Tornados) auf Kassette: Heidelberg 1982
- Hilfe für Hugo Riveros!, in: «konkret» Februar 1981
- Einige Fragen an meine Mitbürger, Offtext für ein Hausbesetzer-Video der Medienwerkstatt Freiburg, 1981
- «Abgeholt» – Hugo Riveros ermordet, in: Frankfurter Rundschau, 16. Juli 1981
- Briefe aus Wiwili 1980–1983, eine Dokumentation mit Texten aus Briefen von Tonio Pflaum aus Nicaragua, Badische Zeitung, 5. Mai 1984
- Vielleicht war die Dosis zu klein, vielleicht. Tschernobyl-Rede, abgedruckt u. a. im Frankfurter «Pflasterstrand» am 31. Mai 1986
- «Ich distanziere mich», Cammer-Sümpf in vier Sätzen («offen», «eng», «offen», «sehr eng») für 1 Stimme und 1 Klavier, mit Joschi Krüger, Freiburg 1987
- Das Boiling Frog Principle, Moritat in e-Moll und Geplapper für 1 Stimme und 1 Klavier, mit Joschi Krüger, Freiburg 1987
- Gespräch mit Alfred Sauvy über den von ihm geprägten Begriff TIERS MONDE. TONKASSETTE, 1988
- Ein Pfahl im Löss, über die Tradition des Antisemitismus am Kaiserstuhl. Erstveröffentlichung Badische Zeitung 1991, mehrfach nachgedruckt
- Gespräche mit Jurko, Erstveröffentlichung in: A.Foitzik/A.Marvakis (Hrsg.), Tarzan – was nun? Internationale Solidarität im Dschungel der Widersprüche, ISBN 3-922611-67-2., Verlag libertäre Assoziation 1997, mehrfach nachgedruckt
- Journal «Ï» 20, Ukra¥na EU Grenze 2000 + ? In vier Sprachen (ukrainisch, deutsch, polnisch, französisch) mit Texten verschiedener Autoren. Redaktion: Walter Mossmann und Sofia Onufriw, Lwiw 2001
- Fundstücke aus Drohobycz, auch unter: Der Maler und seine Mörder. Über die in Drohobycz (Ukraine) wiedergefundenen Wandmalereien des Bruno Schulz. Erstveröffentlichung in der Badischen Zeitung am 8. Juni 2002, vielfach nachgedruckt
- Die große Erzählung vielstimmig, Essay über die revolutionäre Tradition in Baden, in: Badens Mitgift, Hrsg. Stadtarchiv Freiburg 2002
- Ein letztes Mal noch einmal Filbinger …. Redemanuskript für die Veranstaltung «Was Unrecht war darf nicht Recht sein» am 14. September 2003 im Kaisersaal des historischen Kaufhauses in Freiburg. Anlass: Die Feierlichkeiten zum 90. Geburtstag von Hans Karl Filbinger

## Auszeichnungen
- 1981: Deutscher Kleinkunstpreis
- 1990: Förderpreis (Stipendium) beim Reinhold-Schneider-Preis der Stadt Freiburg
- 2004: Ehren-RUTH – Der deutsche Weltmusikpreis

## Gedenken

### Walter-Mossmann-Gesellschaft
Im März 2023 gründete sich in Freiburg der gemeinnützige Verein Walter-Mossmann-Gesellschaft (WMG) – mit der Verleihung des Walter-Mossmann-Preises will sie „vergegenwärtigen und zu dem ermutigen, was das Wirken von Walter Mossmann im Kern bestimmt hat: auf der Basis einer bedingungslosen Humanität durch zivilgesellschaftliches Engagement für Solidarität und Gerechtigkeit einzutreten.“

### Walter-Mossmann-Preis
Am 1. Mai 2024 vergab die Walter-Mossmann-Gesellschaft erstmalig ihren mit 10.000 Euro dotierten Walter-Mossmann-Preis, unterstützt von der Stadt Freiburg im Historischen Kaufhaus der Stadt; die Auszeichnung soll das Vermächtnis Walter Mossmanns mit Leben füllen und alle zwei Jahre vergeben werden.
2024 erhielten ihn gemeinsam die Rapperin Sookee sowie die Autorin und Aktivistin Sophie Sumburane.